# Тхірі Турія
Тхірі Турія (*бірм. ဥဂ္ဂါဗလရာဇာ, д/н — 16 квітня 1685) — 24-й володар М'яу-У в 1674—1685 роках. Відомий також як Окгабалараза.

## Життєпис
Син Санда Тхудгамми, володаря М'яу-У. Відомостей про нього обмаль. 1652рокупри сходженні батька на трон оголошений був спадкоємцем. 1674 року Санда Тхудгамма зрікся влади абобув відсторонений на користь Тхірі Турії. Загалом зберігав політику попередника, але ймовірно мав конфлікти з деякими із сановників
1683 року через погіршення торгівельних показників Голландська Ост-Індська компанія закрила свою факторію в державі. Це стало свідченням початку торгівельного й відповідно еконмоічного занепаду. Поступово держава швидко занурилася в суцільну анархію через протистояння знаті, повстання та заколоти, що відбилося в повстанні в місті Таунбек. 
Загинув (був спалений в палаці) разом з дружинами та сітке (провідним радником) Леквам'яном в результаті змови на чолі з Тхункейток'ї, де провідну роль відіграла частина палацової гвардії — лучники-камани, — та афганські найманці з Бенгалії, результатом чого стало сходження на трон його брата Варадгамми. З цього часу камани й афганці стали поступово відігравати все більш провідну політичну роль в державі, втручаючись у поставлення правителів.